# 1080-е годы
1080-е (ты́сяча восьмидеся́тые) го́ды по юлианскому календарю — промежуток времени с 1 января 1080 года по 31 декабря 1089 года, включающий 1080 год 8-го десятилетия   и с 1081 по 1089 годы    9-го десятилетия XI века 2-го тысячелетия.  Они закончились 936 лет назад.

## События
- Комниновское возрождение[1] Византии (1081—1185; Алексей I Комнин).
- Война Госаннэн (1083—1089).
- Борьба за инвеституру (1075—1122). Разграбление Рима (1084).
- Поземельная перепись в королевстве Англия (1086; «Книга Страшного суда»).
- Королевство Толедо (1085—1833) отвоёвано в ходе реконкисты. Поражение испанцев в битве при Заллаке (1086).

## Правители
- 1087
  - Начало правления императора Хорикава в Японии.
  - Вильгельм II стал королём Англии.

## Культура
- Начал работу Болонский университет (1088).